# Devil May Cry 5
Devil May Cry 5 — це відеогра в жанрі пригодницького екшена, розроблена і видана студією Capcom. Це шоста гра у франшизі і п'ята в основній серії Devil May Cry. Вийшла для Microsoft Windows, PlayStation 4 і Xbox One 8 березня 2019 року.
Дія гри розгортається через п'ять років після Devil May Cry 4 і містить тріо воїнів з демонічними здібностями, які захищають світ людей: Данте, Неро і новий герой на ім'я V. Вони намагаються перешкодити Володареві демонів Урізену заволодіти плодом демонічного дерева могутності. Протягом всієї гри гравець може використовувати цих персонажів в різних місіях. У кожного з них є свій спосіб боротися і ставати сильнішим. Коли це відбувається, таємниця, що стоїть за V, розкривається разом з його зв'язком з Урізеном.
Режисер Devil May Cry 5 — Хідеякі Іцуно, метою якого було, щоб ця частина стала його найкращою роботою. Він прагнув зробити гру збалансованою як для новачків, так і для старих гравців, надаючи адекватних, складних і нових демонів. Capcom також хотіла запровадити більш реалістичний дизайн через «RE Engine», використаний в їх попередній роботі Resident Evil 7: Biohazard. В результаті, моделі були використані для створення особи персонажа. Сюжет був написаний письменником Бінго Морігаші, в той час, як сетинг заснований на різних місцях в Лондоні. Кілька композиторів працювали разом над створенням саундтреку гри, створюючи три основні теми, зосереджені навколо головних персонажів.
Devil May Cry 5 отримала позитивні відгуки від критиків. Багато хвалили її за повернення до форми для франшизи, вихваляючи різноманітність технік, які привносять три персонажа, разом з V, що виділяється завдяки його стилем командування підлеглими. Тираж гри склав більше двох мільйонів екземплярів менш ніж через місяць після її випуску. Ранобе і манґа, пов'язані з грою, також були випущені.

## Ігровий процес

### Основи
Гравець керує одним з трьох наділених магічними здібностями персонажів: Данте, Неро чи V. Їм належить боротися з демонами, користуючись унікальною для кожного зброєю, вирішувати головоломки і вдосконалювати свої можливості. Протагоністи володіють запасом здоров'я, вичерпавши який від поранень, гинуть, а гра тоді відновлюється з останньої точки збереження.
З переможених ворогів традиційно для серії Devil May Cry випадають магічні сфери різних кольорів. Червоні сфери слугують валютою, за яку купуються вдосконалення і корисні предмети. Зелені поповнюють запас здоров'я. Білі — запас Демонічної сутності Данте. Синя сфера збільшує максимальний запас здоров'я, а фіолетова — Демонічної сутності. Особливо рідкісна Золота сфера дозволяє відродитися після загибелі на тому ж місці. Також це можна здійснити за значну суму червоних сфер. Сині, фіолетові й золоті сфери можна як купити, так і зібрати з частин, розкиданих по рівнях. В цій грі, на відміну від попередніх, магазином слугує фургон, який можна викликати з таксофонів.
Як і попередні ігри серії, Devil May Cry 5 має систему оцінок успіхів гравця. Виконання видовищних і руйнівних атак оцінюється з найнижчого рівня D і через рівні C, B, A до найвищого SSS. Кожна місія після проходження отримує оцінку, засновану на використанні допоміжних предметів, зібраних сферах затраченому часі та кількості зібраних очок стилю. Стиль визначається дотриманням певних комбінацій ударів при уникненні ворожих атак.
У деяких місцях розташовані входи до таємних завдань. Щоб відкрити їх, потрібно знайти ракурс, з якого накреслені довкола лінії виглядатимуть магічною печаткою. Всього є 12 завдань з різними умовами, що винагороджуються фрагментами синіх сфер.

### Персонажі
- Данте — професійний мисливець на демонів, син демона Спарди, що в давнину повстав проти сил Пекла і став на захист людей. Володіє мечем «Бунтар» (з часом змінює на Демонічний меч «Спарда» і Демонічний меч «Данте»), пістолетами «Чорний і Білий» та різноманітною додатковою зброєю. Пістолети здатні затримувати постріли, аби потім вистрілити потужніше. У Данте є чотири стилі бою на вибір. Знищуючи ворогів, він заповнює шкалу демонічної сутності, що дозволяє тимчасово перетворюватись на могутнього демона, при цьому відновлюючи здоров'я.
- Неро — молодий мисливець на демонів. Володіє мечем «Червона королева» і револьвером «Синя троянда». Лезо «Червоної королеви» може розжарюватись приладнаним двигуном, збільшуючи свою руйнівну силу. «Синя троянда» здатна затримувати постріл, аби потім вистрілити потужніше. На початку гри Неро втрачає руку та з нею і магічні здібності. Їх він компенсує протезами, котрі може замінювати одні на одних. Кожен протез має, крім основного застосування, особливу потужну здатність, але коли її буде використано, протез зламається.
- V — таємничий похмурий юнак. Він фізично слабкий, тому має найменше здоров'я і погано б'ється. Його зброя — ціпок, яким слід добивати ворогів. Головна сила V полягає у здатності прикликати демонів-фамільярів. Тінь атакує за вказівкою в ближньому бою, Грифон — на відстані, а Кошмар атакує в ближньому бою і автоматично. На прикликання фамільярів витрачається запас магічної сили, що поповнюється, коли V читає свою книгу[3].

## Сюжет
Через 5 років після подій Devil May Cry 4 Неро одружився з Кіріє та відкрив власне відділення агентства Devil May Cry з винищення демонів, у чому йому допоміг Данте. Одного разу коли він з його майстринею Ніко лагодили фургончик, до нього приходить невідомий понівечений і вмираючий чоловік в плащі та капішоні. Коли Неро відволікається, незнайомець зненацька відриває його демонічну руку, в якій знаходився магічний меч Ямато. Невдовзі в Редгрейв-Сіті виростає демонічне дерево Кліпот, яке живиться людською кров'ю.
До Данте приходить молодий хлопець на ймення V з демонічними фамільярами, який наймає Данте, Леді й Тріш, щоб вони вбили могутнього демона Урізена, який і посадив дерево. На допомогу їм приходить Неро, але всі вони зазнають поразки. Демон одним ударом ламає меч Данте, і знешкоджує Леді і Тріш. Подруга Данте з останніх сил кидає йому меч Спарди і мисливець на демонів пробує напасти знову, та Урізен викидає його геть з дерева.
Минає місяць. Ніко виготовила для Неро протези з різними бойовими можливостями, і вони знову прибувають у Редгрейв-Сіті. Неро підозрює, що за всім цим стоїть сила Ямато. Під час битви з демоном Голіафом Неро зустрічає V. Вони пробиваються крізь коріння Кліпота та бачать, що місто наповнили демони. Вбивши демоницю Артеміду, він звільняє ув'язнену в її тілі Леді, після чого чудовисько Гільгамеша, котре крокує крізь місто. V знищує демонічного паразита Нідгьогга та Старшого лицаря на Геріоні. Розшукавши Неро, він об'єднує зусилля проти лицарів Скудо Анджело і Прото Анджело. Згодом вони знову розділяються, Неро шукає Урізена, а V прагне знайти меч Спарди й заволодіти ним. Неро пробирається до тронного залу Урізена і знову намагається битися з ним. Йому вдається поранити Урізена, розлючений демон встає з трону і починається новий бій. Неро програє і Урізен починає його душити. V знаходить живого, але непритомного Данте та його меч. Спершу він хоче вбити Данте, але той отямлюється і розповідає про попередні події. Далі Данте звільняє Тріш із демонічних обладунків Кавалера Анджело. При цьому уламки демонічних обладунків зливаються з мотоциклом, утворивши нову зброю — Кавалера. Данте дізнається, що на дереві визріває плід, а хто з'їсть його — стане повелителем Пекла. Тим часом V зізнається Тріш, що він є людською половиною Вергілія — брата-близнюка Данте, який начебто давно щез. Після того отримання Ямато, Вергілій дістався свого покинутого рідного дому у Редгрейв-Сіті. Одержимий давнім бажанням перемогти свого брата, він простромив себе Ямато з метою позбутися людських слабкостей, але розділився на дві сутності — людську та демонічну. Людська сутність стала V, а демонічна перетворилася на Урізена. Данте тим часом дістається руїн свого рідного дому і дивується, що ж може зробити «Бунтар», якщо Ямато розділює сутності. Він простромлює себе уламком меча і увібравши в себе меч Спарди, розкриває свою посилену демонічну форму. Далі рятує Неро від Урізена і починає з ним битися. Але Урізен відчуває, що плід Кліпота дозрів і відступає, не завершивши бій.
Вся команда знову возз'єднується, Тріш дарує Данте капелюх під назвою Доктор Фауст. Данте, V та Неро розділяються і вирішують піти на пошуки плоду. Вони пробиваються крізь зарості коренів дерева і знищують його охоронців, як вже бачених демонів, так і потворне пташеня Мальфаса й Цербера. З останнього Данте отримує однойменну зброю, що має три режими. Данте випереджає товаришів і V розкриває Неро, що за появою дерева стоїть брат Данте — Вергілій, одержимий пошуками могутності. Данте знаходить Урізена всередині купола, який зображає їхню домівку. Але Урізен вже з'їв плід і стає ще могутнішим. Данте завдає йому важкої рани, пронизавши груди. Прибувають V з Неро, V зливається з Урізеном і замість них обох постає Вергілій. Вергілій відмовляється битися з втомленим Данте і радить йому відпочити перед битвою. Він вирушає на верхівку Кліпота, подякувавши Неро перед цим. Данте збирається йти за ним, і Неро хоче піти слідом, але Данте різко відмовляє його. Врешті-решт під натиском хлопця, Данте розповідає, що Вергілій — його батько, і він не хоче аби Неро став батьковбивцею. Тим часом коріння Кліпота росте і загрожує зруйнувати планету.
На шляху до верхівки дерева Данте зустрічає фамільярів V, які лишилися без хазяїна й намагаються його зупинити, але зазнають нищівної поразки. Неро разом з рештою команди тікає з Кліпота. Після різкої розмови з Леді та Тріш, Неро вистрибує з їхнього авто і поспішає зупинити свого батька та дядька. Данте і Вергілій сходяться в бою. Наприкінці бою Вергілій дізнається що Неро — його син. Брати перетворюються на демонів і летять один на одного, готуючись завдати смертельного удару. Неро згадує, що бореться заради Кіріє, і бере під контроль свою демонічну силу. Він відновлює нею руку, перетворюється на демона і встигає опинитись на верхівці, щоб зупинити братів. Він заявляє, що не дозволить аби Данте і Вергілій повбивали один одного. Вергілій збирається битися з Неро і каже, що якщо переможе, то Данте програв, але Неро долає його. Брати погоджуються на перемир'я, щоб увійти до Пекла і зрубати коріння Кліпота. На прощання Вергілій віддає своєму синові книжку, яка була у V.
Дорогою додому Неро отримує телефонний дзвінок від Кіріє, обіцяючи їй сюрприз (що його рука відновилася). Але попереду з'являються демони й під час титрів Неро знищує їх. Потім він бачить як Кліпот падає. Це свідчить, що Данте з Вергілієм вдалося зрубати коріння дерева. Далі під час титрів брати продовжують боротися проти демонів Пекла, врешті-решт ставши більш дружніми один до одного.

## Оцінки й відгуки
| Агрегатор  | Оцінка                                                       |
| ---------- | ------------------------------------------------------------ |
| Metacritic | PC: 89/100 PS4: 88/100 XONE: 87/100 XSXS: 84/100 PS5: 89/100 |

| Видання                    | Оцінка |
| -------------------------- | ------ |
| Destructoid                | 10/10  |
| Eurogamer                  | 9/10   |
| Famitsu                    | 37/40  |
| Game Informer              | 8.5/10 |
| GameRevolution             | [ 14 ] |
| GameSpot                   | 9/10   |
| GamesRadar+                | [ 16 ] |
| IGN                        | 9.5/10 |
| Jeuxvideo.com              | 18/20  |
| PC Gamer (Велика Британія) | 9/10   |
| PC Gamer (США)             | 9/10   |
| The Guardian               | [ 21 ] |
| USgamer                    | [ 22 ] |
| VideoGamer.com             | 9/10   |

За даними агрегатора відгуків Metacritic, Devil May Cry 5 отримала «загалом схвальні відгуки» на всіх платформах.
Метт Еспінелі з GameSpot охарактеризував, що DMC5 розвиває стиль і механіку попередніх ігор серії, а в персонажів завжди є чіткі мотиви, що створюють переконливу мелодраму. Ігрові боси продумано використовують вразливості кожного персонажа, що робить бій проти них цікавим випробуванням. При цьому перемога над кожним босом винагороджується новими вміннями, які доповнюють здібності трійці головних героїв. Окремо зазначалося, що V додає новий стиль до встановленої формули Devil May Cry, хоча поведінка його фамільярів часто розчаровує. Також замалий вплив системи «камео», коли інші персонажі допомагають поточному протагоністу.
Згідно з Мітчеллом Сальцманом із IGN, у Devil May Cry V найкращі бої в серії, а сюжет рівномірно розподілений між трьома героями, складаючи цілісну оповідь. Перевагою цієї гри вказувалося й те, що вона дотримується правила серії «йдеться не про вбивство всіх ворогів у кімнаті, а про те, як ви вбиваєте ворогів у кімнаті», а бої вимагають швидких рефлексів та ретельного балансу нападу й оборони.

## Цікавинки
Першу битву з Урізеном Неро за сюжетом програє, але її можна виграти в повторних проходженнях. В такому разі гра завершиться дочасно, показавши похвальний напис.